# Старый Куклюк
Ста́рый Куклю́к (тат. Иске Күклек) — село в Елабужском районе Татарстана. Административный центр Старокуклюкского сельского поселения.

## География
Находится в северной части Татарстана на расстоянии приблизительно 29 км на северо-запад по прямой от районного центра города Елабуга у речки Куклюк.

## История
Известно с 1719 года. Упоминалось также как Верхний Куклюк.

## Население
Постоянных жителей было в 1859—229, в 1887—308, в 1905—373, в 1920—420, в 1926—442, в 1938—481, в 1949—370, в 1958—364, в 1970—388, в 1979—386, в 1989—484. Постоянное население составляло 412 человека (мари 61 %) в 2002 году, 356 в 2010.